# La Justice du roi
La Justice du roi (titre original : The King's Justice) est un roman de fantasy appartenant au cycle des Derynis de Katherine Kurtz. Il fut publié en anglais américain en 1985 par Ballantine Books, et traduit en français par Michèle Zachayus. C'est le deuxième tome de la Trilogie du roi Kelson. L'action se déroule entre mai et juillet 1124.

## Résumé
Sidana est morte. Désormais il ne peut plus y avoir d'accord entre Kelson, roi de Gwynedd et les révoltés de Meara. Mais ceux-ci peuvent encore faire du mal au roi et à ses proches. Le duc et évêque deryni Duncan McLain tombera entre les mains d'Edmund Loris…

## Traduction française
Il est à noter que la traduction française est tronquée par rapport au texte original.